# Амнаш
Амнаш (рум. Amnaș) — село у повіті Сібіу в Румунії. Адміністративно підпорядковане місту Селіште.
Село розташоване на відстані 233 км на північний захід від Бухареста, 20 км на захід від Сібіу, 106 км на південь від Клуж-Напоки, 134 км на захід від Брашова.

## Населення
За даними перепису населення 2002 року у селі проживали 369 осіб.
Національний склад населення села:
| Національність | Кількість осіб | Відсоток |
| -------------- | -------------- | -------- |
| румуни         | 336            | 91,1%    |
| німці          | 22             | 6,0%     |
| цигани         | 10             | 2,7%     |

Рідною мовою назвали:
| Мова      | Кількість осіб | Відсоток |
| --------- | -------------- | -------- |
| румунська | 345            | 93,5%    |
| німецька  | 23             | 6,2%     |